# Heinz Bosl

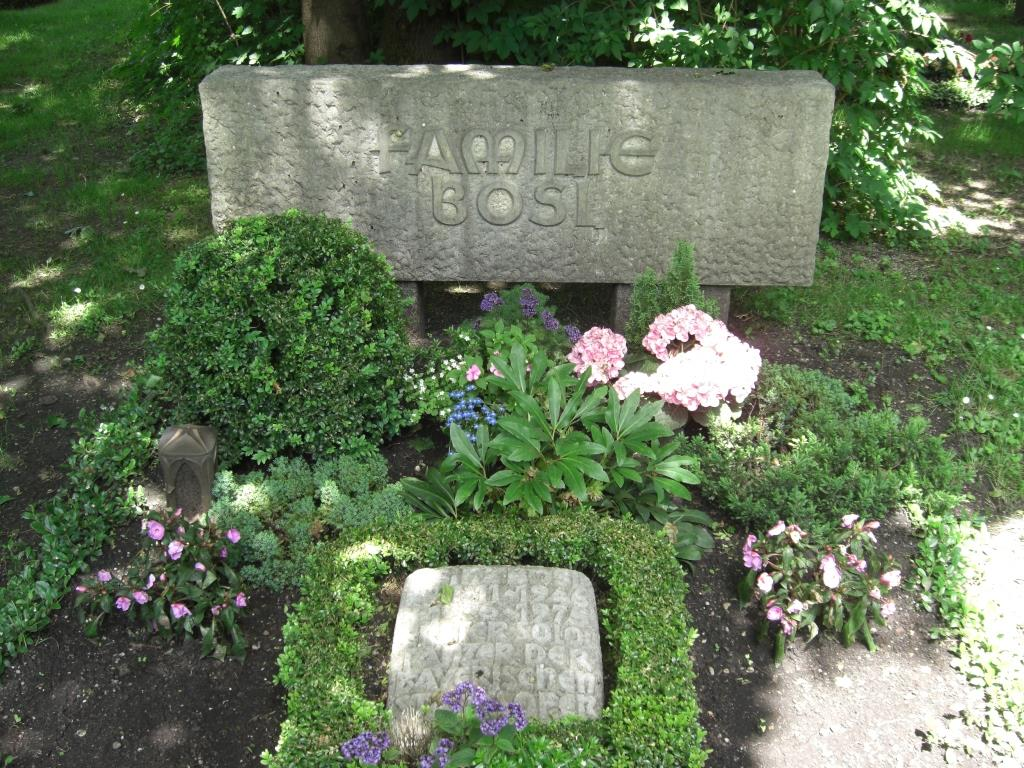
Grab von Heinz Bosl auf dem Parkfriedhof in München-Untermenzing.

Heinz Bosl (* 21. November 1946 in Stollhofen, heute zu Rheinmünster gehörig; † 12. Juni 1975 in München) war ein deutscher Balletttänzer und galt als einer der besten deutschen Tänzer der 1970er Jahre.

## Ausbildung
Heinz Bosls Familie lebte bald nach seiner Geburt für einige Jahre in Dortmund. Dort wurde nach Aussage seiner Mutter (im Film von Percy Adlon) eine Rollschuhbahn Auslöser für den Wunsch des Kindes, tanzen lernen zu dürfen. Nach dem Umzug nach München wurde Heinz Bosl im Alter von acht Jahren in die von Kitty Wirthmiller geleitete Kinderballettschule der Bayerischen Staatsoper München aufgenommen. Auf Wunsch seines Vaters nahm er gleichzeitig Klavierunterricht im Trappschen Konservatorium in München. Nach Abschluss der Kinderballettschule musste er sich zwischen dem Tanz- oder Musikstudium entscheiden und wählte den Tanz. Fortan besuchte er die Eleven-Klasse von Helen Kraus-Natschewa. Der damalige Ballettdirektor Heinz Rosen förderte seine Ausbildung. 1962 schloss Heinz Bosl sein Tanzstudium erfolgreich ab und wurde sechzehnjährig Mitglied des Bayerischen Staatsopernballetts.

## Tänzerischer Werdegang
Mit 19 Jahren erhielt Heinz Bosl 1965 einen Vertrag als Solotänzer an der Bayerischen Staatsoper. 1968 übernahm John Cranko die Leitung des Münchener Balletts. Damit begann für Heinz Bosl die wichtigste Phase seiner tänzerischen Laufbahn. Er tanzte fortan Solorollen sowohl in klassischen Handlungsballetten wie Romeo und Julia, Schwanensee, Onegin als auch in Crankos abstrakten Balletten wie Begegnung in drei Farben. Neben Margot Werner war von 1967 bis 1974 vor allem Konstanze Vernon seine wichtigste Pas-de-deux-Tanzpartnerin. Bosl war in den 1970er Jahren der männliche Startänzer des Münchener Nationaltheaters. Seine internationale Bekanntheit verdankte Heinz Bosl trotz vieler Gastspiele der Bayerischen Staatsoper jedoch vor allem den Tourneen mit Margot Fonteyn, mit der er in über 80 Vorstellungen tanzte. Bosl stand am Beginn einer glänzenden internationalen Karriere, starb jedoch im Alter von 28 Jahren an Leukämie.
Nach seinem Tod rief Konstanze Vernon die Heinz-Bosl-Stiftung ins Leben, die als erste Ballett-Stiftung der Bundesrepublik den Ballettnachwuchs fördert.

## Würdigungen
- „Als Tänzer verfügte Heinz über eine bemerkenswerte, sehr saubere, korrekte und mühelose Technik. Seine Pirouetten schienen sich mit der Leichtigkeit eines Kreisels zu drehen und seine Elévation war anders als die jedes anderen mir bekannten Tänzers. Seine langen, eleganten Beine flogen mit großer Geschwindigkeit in die Luft, schienen dann aber ausgesprochene Schwierigkeit zu haben, die Schwerkraft wiederzugewinnen und zur Erde zurückzukehren. […] Sein Tanzen war weder langweilig korrekt noch angeberisch virtuos, sondern hatte seinen ganz eigenen Stil, der das Publikum augenblicklich beeindruckte, wenn es ihn sah. […] Fraglos gehörte Heinz zu den besten Tänzern unserer Zeit, und er hätte der Welt noch viel zu geben gehabt […].“ Dame Margot Fonteyn: Ballett-Jahrbuch[4]
- „Doch nicht allein Crankos Arbeiten stand die schlanke, blitzende Technik, die federnde Sprunggewalt und die Herzlichkeit der Gestaltung wohl an; auch einem Balanchine […], einem Hans van Manen […] oder Erich Walter […] war Heinz Bosl ein willkommener Interpret. Am überzeugendsten schien er mir freilich immer als Onegin, als Colas (in Ashtons La Fille mal gardée) und als Nußknacker (von Neumeier): Rollen, die seinen persönlichen Adel, seine reine Empfindungskraft und unvergleichliche Eleganz ungebrochen zum Ausdruck brachten.“ Hartmut Regitz: Das Tanzarchiv[5]

## Dokumentation
- Der Tänzer Heinz Bosl – Ein Erinnerungsbild von Percy Adlon, Bayerischer Rundfunk 1976, ca. 45 Min.[6][7]